# Christian Bouillé
Pour les articles homonymes, voir Bouillé.
 (mai 2013).
Si vous disposez d'ouvrages ou d'articles de référence ou si vous connaissez des sites web de qualité traitant du thème abordé ici, merci de compléter l'article en donnant les références utiles à sa vérifiabilité et en les liant à la section « Notes et références ».
Christian Bouillé, né le 21 mars 1948 à Montereau en Seine-et-Marne et mort le 26 juillet 2005 à Saint-Maur-des-Fossés dans le Val-de-Marne, est un peintre et dessinateur français. Il appartenait à la seconde génération des artistes de la Figuration narrative qui, à la suite de Monory, Klasen, Rancillac, avaient réintroduit un réalisme romanesque dans des compositions vigoureuses et hautes en couleur.

## Biographie
Il meurt le 26 juillet 2005.

## Expositions personnelles
- 1974 Cologne (RFA)
- 1977 Galerie Braumüller, Paris
- 1979 Galerie Nina Dausset, Paris
- 1981 Galerie Steinröter, Münster (RFA)
- 1982 Galerie “L’autre Musée”, Bruxelles
- 1982 Galerie Krief-Raymond, Paris
- 1984 Centre Culturel de Cherbourg
- 1984 “Et la Périphérie : réalisation d’un mur peint”
- 1984 Théâtre Municipal de Caen
- 1985 CAC Le Creusot
- 1985 Galerie Christian Cheneau, Paris
- 1985 Galerie de l’institut Franco-Japonais de Tokyo. Galerie no 1 Nagoya. Galerie ABC, Osaka
- 1988 Fondation Hewlett Packard, France, Evry
- 1988 Nouveau Théâtre d’Hérouville : Comédie de Caen
- 1988 Usine “Axon Câble”, mur peint Montmirail
- 1989 Galerie du Centre, Paris
- 1989 Galerie Art Impact, Gordes
- 1989 Maximillian Gallery, New York
- 1989 Galerie Vincent, Île de la Réunion
- 1990 Galerie du Centre, Paris
- 1991 Centre d’Action Culturelle / Centre d’Art Contemporain de Montbeliard
- 1991 Centre National Art & Technologie de la Maison de la Culture de Reims
- 1991 Comité d’Animation Culturelle de la Ville de Montereau
- 1991 Centre Culturel de Cavaillon
- 1991 Galerie Fine Art, Le Touquet
- 1992 Théâtre de Privas
- 1993 Galerie du Centre, Paris
- 1993 Centre Culturel de Vichy
- 1993 Centre Culturel Français d’Oran (Algérie)
- 1993 Centre Culturel Français d’Annaba (Algérie)
- 1993 Centre Culturel Français d’Alger (Algérie)
- 1995 Institut français de Naples (Italie)
- 1995 Galerie Area, Paris
- 1995 Usine “Axon Câble”, Montmirail
- 1996 -Des images pour la paix - MIR Parc de la Villette, Paris

               -Bannière pour la paix - Galerie Delanoy, Paris
- 1997 De janvier à mars : Galeries du Théâtre de Saint-Quentin-en-Yvelines
- 1997 -CAC Galeries du Théâtre de Saint-Quentin-en-Yvelines

-Galerie Hélène de Roquefeuil, Paris
- 1998 Fovéa - Avec les revues Aurora et Avant Post - Gal. Pascal Gabert, Paris

- 1999 -Galerie du Centre, Paris

-Galerie Comboz, Miami (USA)
- 2000 -Galerie AREA, Paris

-Pro-pot de Peinture - Art Paris 2000, Paris 
-Mon beau sapin Area, Paris 
-7500.A.A.éditeur - Bibliothèque d’Amiens, Amiens
- 2002 Institut Français d’Ukraine, Kiev (Ukraine)
- 2003 Galerie Hervé Lourdel, Paris
- 2004 -Art-Emission. Françoise et Patrice Briolet, Montmorency

-Galerie Le Garage, Orléans
- 2005 -Axon’Cable, Lettonie

-Axon’Cable, Château de Montmirail
- 2007 34 ans de passion - Galerie du Centre - Foire Internationale de Grenoble

## Expositions collectives
- 1971 Mairie Sens
- 1973 -Forum Européen, Alpach (Autriche)

-Cité des Arts, Paris
- 1980 Salon de Montrouge, Montrouge
- 1982 -L’art vivant à Paris, Mairie du 18e arr., Paris

-Figurations révolutionnaires de Cézanne à aujourd’hui, Musée Bridgestone, Tokyo (Japon)
-Nouvelles figurations en France - Galerie de Séoul, Séoul (Corée)
- 1983 -13 peintres et sculpteurs, Mairie de Paris, Paris

-Une journée à la campagne, Pavillon des Arts, Paris 
-Tel peintre, tel maître ?, Galerie Christian Cheneau, Paris
- 1984 -Contiguïtés, de la photographie à la peinture, Palais de Tokyo, Paris

-Figures du réel - Gare de l’Est, Paris
-Grands et jeunes - Grand Palais, Paris
- 1985 -Salon de Montrouge, Montrouge

-Qu’est-ce, mais qu’est-ce donc la lumière ? - Galerie de l’Institut Franco-Japonais, Tokyo (Japon)
-Galerie n°1, Nagoya (Japon)
-Galerie ABC, Osaka (Japon)
- 1989 -Lineart - Galerie du Centre, Gand (Belgique)          -Sade-Révolution-évolution, Commissariat A. Jouffroy (publication)  -Galerie Claude Samuel,	Paris
- 1991 -L’homme aux semelles de vent, Théâtre National de la Colline, Paris.          -L’art au menu, Fiac 1991, Paris -Galerie Fiat-Doyle, Paris
- 1993 -L’Art et le sport, Mairie du 18e arr., Paris -L’Oenothèque, Paris
- 1995 Galerie du Centre,	Paris
- 1996 -Des images pour la paix - MIR Parc de la Villette, Paris          -Bannière pour la paix - Galerie Delanoy, Paris
- 1998 Fovéa - Avec les revues Aurora et Avant Post - Gal. Pascal Gabert, Paris
- 1999 -Galerie du Centre, Paris -Mon beau sapin Area, Paris -7500.A.A.éditeur, Bibliothèque d’Amiens
- 2000 Pro-pot de Peinture, Art Paris 2000, Paris
- 2007 34 ans de passion, Galerie du Centre, Foire Internationale de Grenoble

## Réalisations publiques
- 1982 CAC Montbéliard : réalisation d’un mur peint dans la ville
- 1985 Scénographie de la “Traversée de l’Afrique” pour l’atelier Lyrique du Thin, Musica 85
- 1985 Maison de la Culture de Reims : réalisation d’un mur peint dans la ville
- 1988 Scénographie de “Noces de Sang” de F.G. Lorca, mise en scène de Lisa Raguère, La Réunion